# Vitória Cristina Rosa
Vitória Cristina Silva Rosa (Rio de Janeiro, 12 gennaio 1996) è una velocista brasiliana, detiene i Record sudamericani di atletica leggera nei 60 metri piani e nei 200 metri piani.

## Record nazionali
Seniores
- 60 m indoor: 7"14 ( Belgrado, 18 marzo 2022)
- 200 m piani: 22"47 ( Eugene, 19 luglio 2022)

## Progressione

### 100 metri piani
| Stagione | Misura | Luogo                 | Data      | Rank. Mond. |
| -------- | ------ | --------------------- | --------- | ----------- |
| 2023     | 11"20  | Bragança Paulista     | 7-5-2023  |             |
| 2022     | 11"05  | San Paolo             | 1-5-2022  |             |
| 2021     | 11"20  | Azusa                 | 16-4-2021 |             |
| 2020     | 11"30  | San Paolo             | 6-12-2020 |             |
| 2019     | 11"16  | Shanghai              | 18-5-2019 |             |
| 2018     | 11"03  | Guadalajara           | 6-7-2018  |             |
| 2017     | 11"24  | São Bernardo do Campo | 9-6-2017  |             |
| 2016     | 11"54  | São Bernardo do Campo | 30-6-2016 |             |
| 2015     | 11"36  | Cuenca                | 29-5-2015 |             |
| 2014     | 11"60  | Eugene                | 22-7-2014 |             |
| 2013     | 11"69  | Porto Alegre          | 22-6-2013 |             |
| 2012     | 12"15  | Maringá               | 16-6-2012 |             |

### 200 metri piani
| Stagione | Misura | Luogo                 | Data       | Rank. Mond. |
| -------- | ------ | --------------------- | ---------- | ----------- |
| 2023     | 23"35  | Oordegem              | 27-5-2023  |             |
| 2022     | 22"47  | Eugene                | 19-7-2022  |             |
| 2021     | 22"98  | Azusa                 | 17-4-2021  |             |
| 2020     | 23"06  | San Paolo             | 13-12-2020 |             |
| 2019     | 22"62  | Lima                  | 9-8-2019   |             |
| 2018     | 22"73  | Bragança Paulista     | 15-9-2018  |             |
| 2017     | 22"93  | São Bernardo do Campo | 11-6-2017  |             |
| 2016     | 23"35  | Rio de Janeiro        | 15-8-2016  |             |
| 2015     | 23"11  | São Bernardo do Campo | 17-5-2015  |             |
| 2014     | 23"91  | Maringá               | 29-6-2014  |             |
| 2013     | 24"90  | Rio de Janeiro        | 26-5-2013  |             |
| 2012     | 25"30  | Maringá               | 21-7-2012  |             |

## Palmarès
| Anno | Manifestazione              | Sede           | Evento            | Risultato  | Prestazione | Note                                     |
| ---- | --------------------------- | -------------- | ----------------- | ---------- | ----------- | ---------------------------------------- |
| 2013 | Mondiali U18                | Donec'k        | 100 m piani       | Semifinale | 11"98       |                                          |
| 2013 | Mondiali U18                | Donec'k        | Steffetta svedese | Batteria   | 2'11"20     |                                          |
| 2014 | Mondiali U20                | Eugene         | 100 m piani       | Semifinale | 11"75       | [ 1 ]                                    |
| 2014 | Mondiali U20                | Eugene         | 200 m piani       | Semifinale | 24"01       |                                          |
| 2014 | Mondiali U20                | Eugene         | 4x100 m           | Finale     | dnf         | [ 2 ]                                    |
| 2014 | Sudamericani U23            | Montevideo     | 100 m piani       | Bronzo     | 11"64       |                                          |
| 2014 | Sudamericani U23            | Montevideo     | 4x100 m           | Oro        | 45"44       |                                          |
| 2015 | Sudamericani U20            | Cuenca         | 100 m piani       | Batteria   | 11"36       | Miglior prestazione personale            |
| 2015 | Sudamericani U20            | Cuenca         | 200 m piani       | Argento    | 23"48       |                                          |
| 2015 | Sudamericani                | Lima           | 100 m piani       | 4ª         | 11"66       |                                          |
| 2015 | Sudamericani                | Lima           | 200 m piani       | 4ª         | 23"66       |                                          |
| 2015 | Sudamericani                | Lima           | 4x100 m           | Argento    | 44"43       |                                          |
| 2015 | Giochi panamericani         | Toronto        | 200 m piani       | Semifinale | 23"14       |                                          |
| 2015 | Giochi panamericani         | Toronto        | 4x100 m           | 4ª         | 43"01       |                                          |
| 2015 | Campionati panamericani U20 | Edmonton       | 100 m piani       | 5ª         | 11"58       | a                                        |
| 2015 | Campionati panamericani U20 | Edmonton       | 200 m piani       | Argento    | 23"42       |                                          |
| 2015 | Mondiali                    | Pechino        | 200 m piani       | Batteria   | 23"32       |                                          |
| 2015 | Mondiali                    | Pechino        | 4x100 m           | Batteria   | 43"15       |                                          |
| 2015 | Giochi mondiali militari    | Mungyeong      | 200 m piani       | 7ª         | 23"81       |                                          |
| 2015 | Giochi mondiali militari    | Mungyeong      | 4x100 m           | Oro        | 43"87       |                                          |
| 2016 | Campionati ibero-americani  | Rio de Janeiro | 200 m piani       | Batteria   | 23"95       |                                          |
| 2016 | Giochi olimpici             | Rio de Janeiro | 200 m piani       | Batteria   | 23"35       | Miglior prestazione personale stagionale |
| 2016 | Sudamericani U23            | Lima           | 200 m piani       | Oro        | 23"95       |                                          |
| 2016 | Sudamericani U23            | Lima           | 4x100 m           | Argento    | 45"74       |                                          |
| 2017 | World Relays                | Nassau         | 4×100 m           | Finale     | dnf         | [ 3 ] [ 4 ]                              |
| 2017 | Sudamericani                | Asunción       | 200 m piani       | Oro        | 22"67       |                                          |
| 2017 | Sudamericani                | Asunción       | 4x100 m           | Oro        | 43"12       | Record dei campionati                    |
| 2017 | Mondiali                    | Londra         | 200 m piani       | Semifinale | 23"31       | [ 5 ]                                    |
| 2017 | Mondiali                    | Londra         | 4x100 m           | 7ª         | 42"63       | Miglior prestazione personale stagionale |
| 2018 | Mondiali indoor             | Birmingham     | 60 m piani        | Batteria   | 7"39        |                                          |
| 2018 | Giochi sudamericani         | Cochabamba     | 100 m piani       | Bronzo     | 11"23       |                                          |
| 2018 | Giochi sudamericani         | Cochabamba     | 200 m piani       | Oro        | 22"87       |                                          |
| 2018 | Campionati ibero-americani  | Trujillo       | 100 m piani       | Oro        | 11"33       |                                          |
| 2018 | Campionati ibero-americani  | Trujillo       | 200 m piani       | Oro        | 22"90       |                                          |
| 2018 | Sudamericani U23            | Cuenca         | 100 m piani       | Oro        | 11"17       |                                          |
| 2018 | Sudamericani U23            | Cuenca         | 200 m piani       | Oro        | 23"04       | Record dei campionati                    |
| 2019 | World Relays                | Yokohama       | 4×100 m           | 4ª         | 43"75       | [ 6 ] [ 7 ]                              |
| 2019 | Sudamericani                | Lima           | 100 m piani       | Oro        | 11"24       |                                          |
| 2019 | Sudamericani                | Lima           | 200 m piani       | Oro        | 22"87       |                                          |
| 2019 | Sudamericani                | Lima           | 4x100 m           | Oro        | 44"70       |                                          |
| 2019 | Universiade                 | Napoli         | 100 m piani       | 5ª         | 11"41       |                                          |
| 2019 | Giochi panamericani         | Lima           | 100 m piani       | Bronzo     | 11"30       |                                          |
| 2019 | Giochi panamericani         | Lima           | 200 m piani       | Argento    | 22"62       | Miglior prestazione personale            |
| 2019 | Giochi panamericani         | Lima           | 4x100 m           | Oro        | 43"04       | Miglior prestazione personale stagionale |
| 2019 | Mondiali                    | Doha           | 100 m piani       | Batteria   | 11"41       |                                          |
| 2019 | Mondiali                    | Doha           | 200 m piani       | Batteria   | 23"81       |                                          |
| 2019 | Mondiali                    | Doha           | 4x100 m           | Batteria   | dq          |                                          |
| 2019 | Giochi mondiali militari    | Wuhan          | 100 m piani       | Bronzo     | 11"40       |                                          |
| 2019 | Giochi mondiali militari    | Wuhan          | 200 m piani       | dq         | dq          |                                          |
| 2019 | Giochi mondiali militari    | Wuhan          | 4x100 m           | Oro        | 43"29       |                                          |
| 2021 | World Relays                | Chorzów        | 4×100 m           | Batteria   | dq          |                                          |
| 2021 | Sudamericani                | Guayaquil      | 100 m piani       | Oro        | 11"31       |                                          |
| 2021 | Sudamericani                | Guayaquil      | 200 m piani       | Oro        | 23"10       |                                          |
| 2021 | Giochi olimpici             | Tokyo          | 100 m piani       | Batteria   | dns         |                                          |
| 2021 | Giochi olimpici             | Tokyo          | 200 m piani       | Batteria   | 23"59       |                                          |
| 2021 | Giochi olimpici             | Tokyo          | 4x100 m           | Batteria   | 43"15       | Miglior prestazione personale stagionale |
| 2022 | Sudamericani indoor         | Cochabamba     | 60 m piani        | Argento    | 7"25        |                                          |
| 2022 | Mondiali indoor             | Belgrado       | 60 m piani        | 8ª         | 7"21        | [ 8 ] [ 9 ]                              |
| 2022 | Campionati ibero-americani  | La Nucia       | 100 m piani       | Oro        | 11"25       | [ 10 ]                                   |
| 2022 | Campionati ibero-americani  | La Nucia       | 200 m piani       | Oro        | 23"53       |                                          |
| 2022 | Mondiali                    | Eugene         | 100 m piani       | Batteria   | 11"20       | [ 11 ]                                   |
| 2022 | Mondiali                    | Eugene         | 200 m piani       | Semifinale | 22"47       | Record sudamericano                      |
| 2022 | Giochi Sudamericani         | Asunción       | 100 m piani       | 5ª         | 12"26       |                                          |
| 2023 | Campionati sudamericani     | San Paolo      | 100 m piani       | Oro        | 11"17       | =                                        |
| 2023 | Campionati sudamericani     | San Paolo      | 4x100 m           | Oro        | 43"47       |                                          |
| 2023 | Mondiali                    | Budapest       | 100 m piani       | Batteria   | 11"57       |                                          |
| 2023 | Mondiali                    | Budapest       | 200 m piani       | Batteria   | 23"86       |                                          |
| 2023 | Mondiali                    | Budapest       | 4×100 m           | Batteria   | 43"46       |                                          |
| 2024 | Mondiali indoor             | Glasgow        | 60 m piani        | Batteria   | 7"32        | Miglior prestazione personale stagionale |
| 2024 | World Relays                | Nassau         | 4×100 m           | Batteria   | 43"82       |                                          |
| 2024 | Giochi olimpici             | Parigi         | 100 m piani       | Batteria   | 12"02       |                                          |
| 2025 | Sudamericani                | Mar del Plata  | 100 m piani       | Oro        | 11"21       | Miglior prestazione personale stagionale |
| 2025 | Sudamericani                | Mar del Plata  | 200 m piani       | Argento    | 23"25       |                                          |

## Altre competizioni internazionali
2018
- Oro alla Coppa continentale ( Ostrava), staffetta 4x100 m - 42"11

2019
- 4ª al Shanghai Golden Grand Prix ( Shanghai), 100 m piani - 11"16
- 6ª al Golden Gala Pietro Mennea ( Roma), 100 m piani - 11"22
- 7ª al Bislett Games ( Oslo), 200 m piani - 23"26
- 7ª al Meeting international Mohammed VI d'athlétisme de Rabat ( Rabat), 100 m piani - 11"38

## Campionati nazionali
- 3 volte campionessa nazionale brasiliana nei 100 m piani (2018, 2020, 2022)
- 3 volte campionessa nazionale brasiliana nei 200 m piani (2017, 2018, 2022)
- 3 volte campionessa nazionale brasiliana nella staffetta 4x100 m (2018, 2020, 2022)

2015
- 4ª ai campionati brasiliani (São Bernardo do Campo), 100 m piani - 11"53
- Argento ai campionati brasiliani (São Bernardo do Campo), 200 m piani - 23"11

2016
- Bronzo ai campionati brasiliani (São Bernardo do Campo), 100 m piani - 11"54
- 7ª ai campionati brasiliani (São Bernardo do Campo), 200 m piani - 23"65

2017
- Argento ai campionati brasiliani (São Bernardo do Campo), 100 m piani - 11"24
- Oro ai campionati brasiliani (São Bernardo do Campo), 200 m piani - 22"93

2018
- Oro ai campionati brasiliani (Bragança Paulista), 100 m piani - 11"18
- Oro ai campionati brasiliani (Bragança Paulista), 200 m piani - 23"06
- Oro ai campionati brasiliani (Bragança Paulista), 4x100 m piani - 43"73

2020
- Oro ai campionati brasiliani (San Paolo), 100 m piani - 11"41
- Argento ai campionati brasiliani (San Paolo), 200 m piani - 23"06
- Oro ai campionati brasiliani (San Paolo), 4x100 m piani - 44"28

2022
- Oro ai campionati brasiliani (Rio de Janeiro), 100 m piani - 11"25
- Oro ai campionati brasiliani (Bragança Paulista), 200 m piani - 22"92
- Oro ai campionati brasiliani (Bragança Paulista), 4x100 m piani - 44"93